# Hüttenbläserschachthöhle
Die Hüttenbläserschachthöhle ist eine Schachthöhle in Iserlohn im Sauerland.
Sie befindet sich im Grüner Tal im Naturschutzgebiet Sonderhorst.
Die Höhle liegt in einer devonischen Massenkalksenke, die sich von Hagen bis nach Balve erstreckt.
Entdeckt wurde die Hüttenbläserschachthöhle 1993 von Mitgliedern des Vereines Speläogruppe Letmathe. 1997 wurden weitere Höhlengänge entdeckt. Zurzeit (2014) beträgt die bekannte Ganglänge 4800 Meter. Die sich über drei Etagen erstreckende Höhle hat mehrere Eingänge und ist touristisch nicht erschlossen.

## Schutzausweisungen
Seit 1995 gehört sie zum Naturschutzgebiet Sonderhorst. Als eine von wenigen vollkommen naturbelassenen Großhöhlen im Naturraum wurde sie 2004 als FFH-Natura-2000-Gebiet (DE-4611-303) ausgewiesen. Sie ist Lebensraum und Winterquartier für Fledermäuse, unter anderem auch für die auf der roten Liste stehende Wasserfledermaus.